# Courtesy of the Red, White, & Blue (The Angry American)
"Courtesy of the Red, White, & Blue (The Angry American)" es una canción escrita e interpretada por el cantante de música country Toby Keith. La canción fue escrita poco tiempo después de que el padre de Keith falleciera a principios del año 2001, inspirada por los Atentados del 11 de septiembre de 2001 ocurridos en los Estados Unidos ese año. La canción llegó a la lista Billboard Hot Country Singles & Tracks y alcanzó el lugar #25 en la lista Hot 100, convirtiéndose en su más grande éxito como solista en esa lista.
- Datos: Q5178490